# Kantora
Il distretto di Kantora è un distretto del Gambia nella Divisione dell'Upper River con 30.402 abitanti al censimento del 2003.

## Società

### Evoluzione demografica
In base ai dati del censimento 1993 la popolazione del distretto era così suddivisa dal punto di vista etnico:
| Etnia       | Abitanti | %     |
| ----------- | -------- | ----- |
| Mandingo    | 5.120    | 19,97 |
| Fulani      | 4.834    | 18,86 |
| Wolof       | 59       | 0,23  |
| Jola        | 17       | 0,07  |
| Serahule    | 15.177   | 59,21 |
| Altre etnie | 424      | 1,65  |